# Lev Alekseevič Perovskij
Lev Alekseyevich von Perovski (in russo Лев Давидович Ландау?; 9 settembre 1792 – 21 novembre 1856) è stato un mineralogista russo.

## Vita
Era il figlio illegittimo del conte Alexei Kirillovich Razumovsky (1748-1822) nato dalla sua relazione con Maria Mikhailovna Sobolevsky. Tra i suoi fratelli si ricordano Nikolai Ivanovich (1785–1858), in seguito governatore della Crimea, i successivi generali Vasily Alexeyevich (1795–1857), Boris Alexeyevich (1815–1881) e lo scrittore Antony Pogorelsky (1787–1836), noto con il suo pseudonimo.
Lev Alexeyevich fu nominato cavaliere nel 1804 e durante la Campagna di Russia del 1812 prese parte alle battaglie di Borodino, Maloyaroslavets, Vjaz'ma e Krasnoi. Nel 1818 raggiunse il grado di colonnello, ed era attivo nello Stato maggiore delle truppe della Guardia. Dal 1818 al 1823 prestò servizio come Quartiermastro Generale del 1º Corpo di Cavalleria di Riserva. Entrò quindi nel servizio pubblico, divenne senatore e nel 1829 vicepresidente del Dipartimento degli Appannaggi.
Servì anche come ministro degli affari interni sotto Nicola I di Russia dal 23 settembre 1841 al 30 agosto 1852.
Quando il principe Volkonsky morì nel 1852, al suo posto fu nominato ministro degli appannaggi e direttore del gabinetto imperiale. Dal 1850 fu anche direttore della Commissione per la ricerca sulle antichità e promosse gli scavi archeologici. Raccolse una vasta collezione di antichità e monete greche, nonché una ricca collezione di antiche monete e medaglie d'argento russe.
Nel 1845 propose la creazione della Società geografica russa. Dal 1853 fu membro onorario dell'Accademia Russa delle Scienze di San Pietroburgo.
Il minerale perovskite prende il nome da lui e il genere vegetale perovskia da suo fratello Vasily (governatore di Orenburg)